# Linepithema cryptobioticum
Linepithema cryptobioticum is een mierensoort uit de onderfamilie van de Dolichoderinae. De wetenschappelijke naam van de soort is voor het eerst geldig gepubliceerd in 2007 door Wild.